# Heroes of Might and Magic
Heroes of Might and Magic (ook wel Heroes of HoMM genoemd) is een reeks Turn-based strategy-spellen ontwikkeld door New World Computing voor de PC. Het spel is een Strategy-afsplitsing van de RPG-serie "Might and Magic". De spellen kennen invloeden van de boeken van J.R.R. Tolkien.
Vrijwel alle spellen spelen zich af in hetzelfde fictieve universum als Might and Magic. Met de komst van Heroes of Might and Magic V werd echter een nieuwe wereld geïntroduceerd (Ashan), dat tevens de setting is van de twee daaropvolgende delen.

## Delen in de serie

### Originele spellen
- Heroes of Might and Magic I uit 1995
- Heroes of Might and Magic II: The Succession Wars uit 1996
- Heroes of Might and Magic III: The Restoration of Erathia uit 1999
- Heroes of Might and Magic IV uit 2002
- Heroes of Might and Magic V uit 2006
- Might and Magic Heroes VI uit 2011
- Might and Magic Heroes VII uit 2015

### Uitbreidingen
- Heroes of Might and Magic II: The Price of Loyalty (1997)
- Heroes of Might and Magic III: Armageddon’s Blade (1999)
- Heroes of Might and Magic III: The Shadow of Death (2000)
- Heroes of Might and Magic IV: The Gathering Storm (2002)
- Heroes of Might and Magic IV: Winds of War (2003)
- Heroes of Might and Magic V: Hammers of Fate (2006)
- Heroes of Might and Magic V: Tribes of the East (2007)
- Might and Magic Heroes VI: Pirates of the Savage Sea (2012)
- Might and Magic Heroes VI: Danse Macabre (2012)
- Might and Magic Heroes VI: Shades of Darkness (2013)
- Might and Magic Heroes VII: Trial by Fire (2016)

## Verhaal of scenario
In het spel kan men een verhaallijn (campaign) volgen of losse scenario's spelen. Meerdere delen hebben een scenario-editor, zodat men ook zelf scenario's kan maken. Een aantal hiervan is ook van internet te downloaden. De verhaallijn bestaat uit een aantal scenario's die men achter elkaar speelt. Hierbij volgt de speler een of enkele helden, en door het verstrijken van tijd en het behalen van bepaalde doelen in de scenario's ontvouwt zich het grote verhaal. Men kan het in de scenario's ook via internet of "hot-seat" tegen elkaar opnemen.

## Het verloop van het spel
Centraal staan de "helden" die legers kunnen aanvoeren. Die legers bestaan uit allerlei fantasiewezens, zoals halflingen, gremlins, draken, orks en ondoden. De held doet na gevechten ook ervaring op en wordt hierdoor sterker en kan nieuwe vaardigheden leren. Gevechten kunnen plaatsvinden tegen losse groepen monsters of tegen vijandelijke helden van andere spelers.
De held van een speler beweegt zich voort op een kaart met daarop steden, hulpbronnen en vijanden. Wanneer een gevecht uitbreekt, schakelt de speler over op een apart gevechtsscherm. Wint men, dan verdwijnt de groep monsters of de vijandelijke held en krijgt men ervaring en eventueel artefacten die de vijand in bezit had. Verliest de speler, dan is hij zijn held kwijt en moet hij een nieuwe (vaak onervaren dus zwakke) held inhuren.
Iedere speler begint met een kasteel, meestal een "held" (legeraanvoerder), en soms een paar hulpbronnen of mijnen. Het is de bedoeling zo veel mogelijk land te verkennen en zo veel mogelijk schatten te veroveren. Ook de verovering van de mijnen en andere grondstofbronnen is cruciaal: zij verzekeren de speler van hulpbronnen die nodig zijn voor het opbouwen van een leger en het uitbreiden van de mogelijkheden. Welke mogelijkheden dit zijn hangt van het kasteel af. Er bestaan namelijk meerdere soorten kastelen, die verbonden zijn met de verschillende facties in het spel.
In een campaign staat vaak een held centraal. Deze held komt in elk scenario van die campaign voor en mag dus ook niet omkomen in een gevecht. Daarnaast kan een speler er andere helden bijkopen. Deze spelen alleen in dat scenario een rol.
Elk scenario heeft zijn eigen overwinningscriteria, zoals het innemen van een bepaalde stad, het verzamelen van een leger van een bepaalde grootte, of het verslaan van een monster of held.

## Strategie en RPG
Het spel is strategisch opgezet, maar bevat ook RPG-elementen als ervaring en spreuken. Ook hebben monsters statistieken, zoals HP, MP, Attack, Defense, etc. Daar staan strategische elementen tegenover: ze moeten gekocht dus gefinancierd worden, en daarvoor zijn hulpbronnen nodig. Ook voor het maken van een gebouw dat je stad in staat stelt de monsters te produceren zijn hulpbronnen nodig. Kleinere monsters als halflingen en goblins hebben weinig HP, maar kunnen in massa's geproduceerd worden en zijn goedkoop. Grotere monsters zoals cyclopen en (zwarte) draken hebben hogere statistieken maar zijn duur. Helden zijn naar verhouding ook duur en zijn vaak in het begin onervaren en zwak.
In principe bestaan er twee manieren om te winnen. Men kan de vijand door geweld verslaan: frontale confrontaties en veldslagen. Men kan daarentegen ook winnen door telkens vitale hulpbronnen te bezetten. De vijand kan dan zijn legers niet betalen en verzwakt.

## Spin-offs
Een spin-off computerspellenreeks getiteld Heroes Chronicles kwam uit in 2000. Deze spellenreeks speelt zich af in dezelfde wereld Heroes of Might and Magic.
De verhaallijnen van Heroes Chronicles gaan soms verder waar Heroes of Might and Magic spellen ophielden, en vormen zelf de basis voor andere Heroes of Might and Magic spellen.
Centraal in deze spellen staat de held Tarnum. Spellen in deze reeks zijn:
- Heroes Chronicles: Clash of the Dragons (2000)
- Heroes Chronicles: Masters of the Elements (2000)
- Heroes Chronicles: Conquest of the Underworld (2000)
- Heroes Chronicles: Warlords of the Wastelands (2000)
- Heroes Chronicles: The World Tree
- Heroes Chronicles: The Fiery Moon
- Heroes Chronicles: Revolt of the Beastmasters (2001)
- Heroes Chronicles: The Sword of Frost (2001)

Daarnaast bestaat er ook een kaartspel van Heroes IV.

## Trivia
De vroegere Nederlandse minister van Financiën Gerrit Zalm gaf aan in het televisieprogramma De Wereld Draait Door op 16 februari 2007 dat een van zijn twee hobby's (naast filatelie) het spelen van Heroes of Might and Magic is.